# Progne elegans
A Progne elegans a verébalakúak (Passeriformes) rendjébe, ezen belül a fecskefélék (Hirundinidae) családjába tartozó faj.

## Rendszerezése
A fajt Spencer Fullerton Baird német természettudós írta le 1865-ban.

## Előfordulása
Panama, Argentína, Bolívia, Brazília, Kolumbia, Paraguay, Peru és Uruguay területén honos. Természetes élőhelyei szubtrópusi és trópusi síkvidéki és hegyi esőerdők, gyepek és cserjések, valamint városi régiók. Vonuló faj.

## Megjelenése
Testhossza 17 centiméter, testtömege 18-20 gramm.

## Életmódja
Rovarokkal táplálkozik.

## Szaporodása
Októbertől márciusig költ.

## Természetvédelmi helyzete
Az elterjedési területe rendkívül nagy, egyedszáma pedig stabil. A Természetvédelmi Világszövetség Vörös listáján nem fenyegetett fajként szerepel.